# Legge di capitalizzazione simulata sulla crescita
La capitalizzazione simulata sulla crescita nell'ambito dei sistemi previdenziali pubblici italiani gestiti a ripartizione è il metodo di rivalutazione dei contributi figurativi (determinati con l'applicazione dell'aliquota contributiva pensionistica di computo al reddito imponibile), con un indice (impropriamente definito nella Riforma Dini tasso di capitalizzazione) legato alla variazione del monte dei redditi imponibili (detto anche "PIL della gestione previdenziale") in luogo del tasso di interesse di mercato proprio della capitalizzazione.
Si distingue dalla capitalizzazione operata nella previdenza complementare ove il capitale versato dai partecipanti volontari viene accumulato e rivalutato secondo il rendimento di mercato del patrimonio con il rischio degli investimenti finanziari comunque riversato sul partecipante. Il risultato della capitalizzazione simulata è il montante contributivo individuale nozionale che è appunto un capitale nozionale.
La capitalizzazione si dice simulata in quanto utilizza il metodo di calcolo della capitalizzazione, ma il tasso di capitalizzazione è legato al PIL e quindi tende a coprire l'inflazione in caso di crescita altrimenti può, in caso di decrescita scontare una perdita del potere d'acquisto.

## La legge di capitalizzazione simulata
Indicando con:
- Cn i contributi figurativi accreditati nell'anno n
- in il tasso di rendimento nozionale annuo stabilito per l'anno n
- t durata temporale dell'operazione, espressa in numero di periodi (in genere anni)
- M il capitale nozionale finale, detto anche montante, pari alla somma di capitale nozionale iniziale più gli interessi nozionali maturati sul capitale nozionale al termine dell'anno precedente.

si avrà che il montante al termine dell'anno n sarà:
{\displaystyle \ M_{n}=M_{n-1}i_{n}+C_{n}}
Pertanto si ha:
{\displaystyle \ M_{1}=C_{1}}
{\displaystyle \ M_{2}=M_{1}i_{2}+C_{2}}
{\displaystyle \ M_{3}=M_{2}i_{3}+C_{3}}
{\displaystyle \ M_{t}=M_{t-1}i_{t}+C_{t}}
Il montante {\displaystyle \ M_{t}} rappresenta il debito pensionistico latente che l'ente previdenziale si accolla in quanto gestore di un sistema pensionistico di primo pilastro in virtù del quale ha riscosso i contributi previdenziali che ha utilizzati, in quanto imposte, per i suoi compiti istituzionali senza accumulare un patrimonio di previdenza a garanzia di tale debito.

## Applicazione in Italia
Nel campo della Previdenza di primo pilastro, con l'introduzione con la L. 335/1995 del calcolo della pensione di vecchiaia con il metodo di calcolo contributivo a capitalizzazione simulata sulla crescita, non cambia la gestione finanziaria a ripartizione, senza capitali di copertura o con copertura parziale. Non essendo il sistema patrimonializzato, i contributi versati dai partecipanti, non possono essere capitalizzati con un interesse, ma possono essere restituiti solo dalle generazioni future con un patto intragenerazionale.
La generazione che va in pensione ha pagato con la tassazione la pensione alle generazioni precedenti e la generazione attuale di lavoratori otterrà la propria pensione dalle generazioni future.
In una collettività chiusa, il monte dei redditi può variare per diversi fattori, interni quali la numerosità, la mortalità o esterni come le variabili macroeconomiche.
Il monte dei redditi è il risultato di quanto una generazione può produrre e il rapporto tra le risorse finanziarie comunque ottenute destinate alla previdenza e il monte dei redditi definisce l'aliquota contributiva di finanziamento complessiva.
Un indice che simula la variazione del monte dei redditi tende ad assicurare la stabilità finanziaria degli enti previdenziali con gestione a ripartizione in quanto la capitalizzazione simulata dei contributi, nel caso di crescita del PIL, con tale indice non dovrebbe creare un debito previdenziale latente.
Tale situazione non è mai rispettata nella realtà previdenziale italiana che dovendo smaltire le pensioni di vecchiaia calcolate con il metodo retributivo crea costantemente un debito previdenziale che viene accumulato sulle generazioni future con le promesse pensionistiche.

### La legge Dini 335/1995 introduce la capitalizzazione simulata
Si riporta lo stralcio dei commi 6, 8, 9, 10 dell'art. 1 della legge 335/1995, che servono per capire il metodo di calcolo contributivo a capitalizzazione simulata sulla crescita ed il concetto di capitalizzazione simulata come applicato in Italia.

#### Comma 6 art. 1 L. 335/1995 (montante contributivo individuale x coefficiente di trasformazione)
6.  L'importo della pensione annua nell'assicurazione generale obbligatoria e nelle forme sostitutive ed esclusive della stessa,  e'determinato secondo il sistema contributivo moltiplicando il montante individuale dei contributi per il coefficiente di trasformazione di cui all'allegata tabella A relativo all'età  dell'assicurato al momento del pensionamento. Per tener conto delle frazioni di anno rispetto all'età dell'assicurato al momento del pensionamento, il coefficiente di trasformazione viene adeguato con un incremento pari al prodotto tra un dodicesimo della differenza tra il coefficiente di trasformazione dell'età immediatamente superiore e il coefficiente dell'età inferiore a quella dell'assicurato ed il numero dei mesi. Ad ogni assicurato è inviato, con cadenza annuale, un estratto conto che indichi le contribuzioni effettuate, la progressione del montante contributivo e le notizie relative alla posizione assicurativa nonché l'ammontare dei redditi di lavoro dipendente e delle relative ritenute indicati nelle dichiarazioni dei sostituti d'imposta.

#### Comma 8 art. 1 L. 335/1995 (montante contributivo individuale = rivalutazione dei contributi)
8.  Ai fini della determinazione del montante contributivo individuale si applica alla base imponibile l'aliquota di computo nei casi che danno luogo a versamenti,  ad accrediti o ad obblighi contributivi e la contribuzione così ottenuta si rivaluta su base composta al 31 dicembre di ciascun anno,  con esclusione della contribuzione dello stesso anno, al tasso di capitalizzazione.

#### Comma 9 art. 1 L. 335/1995 (il tasso che determina la capitalizzazione simulata)
9. Il tasso annuo di capitalizzazione è dato dalla variazione media quinquennale del prodotto interno lordo,  (PIL)  nominale, appositamente calcolata dall'Istituto nazionale di statistica (ISTAT),  con riferimento al quinquennio precedente l'anno da rivalutare. In occasione di eventuali revisioni della serie storica del PIL operate dall'ISTAT i tassi di variazione da considerare ai soli fini del calcolo del montante contributivo sono quelli relativi alla serie preesistente anche per l'anno in cui si verifica la revisione e quelli relativi alla nuova serie per gli anni successivi.

#### Comma 10 art. 1 L. 335/1995 (aliquota di computo)
10. Per gli iscritti all'assicurazione generale obbligatoria ed alle forme sostitutive ed esclusive della medesima l'aliquota per il computo della pensione è fissata al 33 per cento. Per i lavoratori autonomi iscritti all'Istituto nazionale della previdenza sociale (INPS) detta aliquota è fissata al 20 per cento.

### Il tasso che determina la capitalizzazione simulata
Nel campo degli enti previdenziali che gestiscono il servizio che eroga le pensioni con il sistema a ripartizione, non essendovi un patrimonio accumulato, come nei fondi pensione, le risorse che possono essere ripartite derivano solo dal reddito degli attivi, obbligatoriamente iscritti al servizio statale. La solidarietà intragenerazionale è data dal fatto che la generazione attiva paga le pensioni in essere secondo l'aliquota contributiva vigente. Per rendere il sistema stabile o quasi stabile finanziariamente (sostenibile), se si vuole mantenere l'aliquota contributiva stabile nel tempo, i contributi previdenziali, nel conteggio del montante individuale, non possono essere capitalizzati al tasso di mercato dei capitali (il sistema non accumula capitali, ma si basa sui redditi), ma alla variazione dei redditi compresa l'inflazione che può essere ben descritta dalla variazione della media quinquennale del P.I.L..

### Crisi economica e capitalizzazione simulata
Nel caso di crisi economica con un forte ridimensionamento dei redditi dei partecipanti e quindi del monte dei redditi, il metodo della capitalizzazione simulata, porta ad una riduzione del montante individuale. In alcune gestioni (Inarcassa) è previsto un coefficiente minimo di rivalutazione per cui la capitalizzazione non può essere negativa ma, per garantire la stabilità della gestione finanziaria, bisognerà poi intervenire con una riforma previdenziale.

### Leggi
- Decreto legislativo 30 giugno 1994, n. 509, in materia di "Attuazione della delega conferita dall'art. 1, comma 32, della legge 24 dicembre 1993, n. 537, in materia di trasformazione in persone giuridiche private di enti gestori di forme obbligatorie di previdenza e assistenza."
- Legge 8 agosto 1995, n. 335, in materia di "Riforma del sistema pensionistico obbligatorio e complementare."

### News
- Nessuno si aspetti una vera pensione!, in Actainrete. URL consultato il 10 marzo 2014.
- Laura Cavestri, Fornero: le Casse non hanno sostenibilità a 50 anni, in Il sole 24 ore. URL consultato il 29 marzo 2013.
- Pensioni: Fornero, non pensabile siano più lunghe della vita lavorativa, in ASCA. URL consultato il 3 aprile 2013 (archiviato dall'url originale il 25 ottobre 2013).
- Se il Pil crolla le pensioni calano a picco, in La Repubblica. URL consultato il 12 aprile 2013.

### Web
- Indici 2011 (PDF), su sportellopensioni.it. URL consultato il 7 agosto 2014 (archiviato dall'url originale il 18 aprile 2013).
- Inarcassa Bilancio di previsione 2013, su docs.google.com. URL consultato il 20 marzo 2013.
- Sistemi finanziari di gestione dei fondi previdenziali e metodi di calcolo delle prestazioni, su docs.google.com. URL consultato il 20 marzo 2013.
- EVOLUZIONE DELLA LEGISLAZIONE PENSIONISTICA DI BASE, su lavoro.gov.it. URL consultato il 26 febbraio 2022 (archiviato dall'url originale il 30 aprile 2013).
- Dizionario previdenziale per la professione medica (PDF), su perelliercolini.it. URL consultato il 19 aprile 2013.
- Carlo A. Bollino, Elementi di economia politica, 4ª ed., Morlacchi Editore, 2008, ISBN 88-89422-38-6.